# Munnar
Munnar è una città dell'India di 38.471 abitanti, situata nel distretto di Idukki, nello stato sud-occidentale del Kerala.
Si trova a circa 1.600 m sul livello del mare, nella catena montuosa dei Ghati occidentali, ed è classificata come hill station. La città è anche nota come il "Kashmir dell'India del Sud" ed è una meta molto popolare per i viaggi di nozze.

## Storia[2]
La tradizione narra che il colonnello Arthur Wellesley, futuro duca di Wellington, abbia guidato un distaccamento britannico da Vandiperiyar a Bodinayakanur attraversando le High Range, fino alle pianure di Coimbatore, con l’obiettivo di intercettare la ritirata di Tippu Sultan da Travancore. In tal modo, sarebbe stato il primo inglese a percorrere quel tratto montuoso.
Sebbene questa leggenda sia stata smentita, poiché i fatti si sarebbero svolti circa dodici anni prima dell’arrivo di Wellesley in India, avvenuto nel 1797, è tuttavia possibile che l’episodio si riferisca in realtà a un altro ufficiale dell’esercito del generale Meadow. 
Sfortunatamente, non è stata rinvenuta alcuna prova documentale della presunta traversata pionieristica. La prima testimonianza certa relativa all'esplorazione dell'area risale al 1816-17, quando il tenente Benjamin Swayne Ward effettuò un rilievo della regione. Ward era figlio del colonnello Francis Swayne Ward, a cui si devono molte delle prime vedute di Madras e dell'India meridionale, oggi conservate sotto forma di litografie. 
Ward Ward e il suo assistente, Eyre Connor, ricevettero l'incarico di mappare la regione allora inesplorata compresa tra Cochin e Madurai. Durante la spedizione seguirono il corso del Periyar attraverso le montagne, per poi dirigersi verso nord, inoltrandosi in quella che all'epoca veniva descritta come "l'oscura e impenetrabile foresta dell'High Range".
La narrazione dell’impresa è costellata di episodi drammatici: uomini travolti dalla carica degli elefanti, altri debilitati dalle punture delle sanguisughe, fino a casi estremi di carestia che costrinsero la spedizione a nutrirsi persino delle carcasse di cervi abbattuti da cani selvatici. Il successivo rapporto redatto da Ward e Connor avrebbe gettato le basi per il futuro progetto della diga di Periyar, completato soltanto nel 1890. In quella fase, tuttavia, i due ufficiali erano unicamente concentrati sull’ascesa verso le montagne che si stagliavano imponenti all’orizzonte, visibili dalla piana di Bodi.. 

### L'impresa
Il 14 ottobre 1817, le condizioni meteorologiche migliorarono sensibilmente, consentendo alla spedizione di affrontare con maggiore facilità l’ascesa verso la High Range. Il primo accampamento venne allestito su un promontorio pianeggiante a circa 6.000 piedi di altitudine (circa 1.830 metri sul livello del mare). Quel punto, destinato a divenire una località di riferimento nella regione montana, fu in seguito noto con il nome di Top Station.
Procedendo verso nord, i due esploratori poterono ammirare, volgendo lo sguardo a sud, le Colline del Cardamomo: un vasto pendio lungo circa 45 miglia (72 chilometri) e largo 30 (48 chilometri), che dalle alture sovrastanti Bodi si estendeva fino al territorio di Travancore. A nord, invece, si apriva un paesaggio dominato da praterie adagiate su vette rocciose elevate, mentre di fronte a loro si stagliava una montagna imponente, dalla caratteristica forma di testa d’elefante.
L’8 novembre 1817, Ward e Connor stabilirono il proprio accampamento in corrispondenza della confluenza di tre fiumi, che identificarono come il centro naturale del distretto. Da quel luogo, chiamato Munnar — trascrizione inglese del termine locale Moonar, che significa appunto “tre fiumi” — iniziarono a esplorare l’area circostante. Durante le ricognizioni, scoprirono i ruderi dell’antico villaggio di Neramangalam, un tempo fiorente. Immaginarono che proprio da quel punto, in epoche passate, transitassero carichi di avorio, piume di pavone, pepe, cardamomo, legno di sandalo e altre essenze pregiate, destinati a raggiungere le coste occidentali e da lì essere imbarcati verso il Mar Arabico.
Sarebbero trascorsi quasi cinquant’anni prima che Sir Charles Trevelyan, governatore di Madras, incaricasse il colonnello Douglas Hamilton di esplorare la regione collinare situata nella parte occidentale dell’area di Madras.
La richiesta consisteva nel verificare la fattibilità della costruzione di sanatori per gli inglesi nel sud del paese, oltre che nell'individuare nuove fonti di reddito che non compromettessero l'ambiente locale, come era invece accaduto a Ceylon. In quest'ultima regione, infatti, la coltivazione del caffè aveva causato gravi danni non solo alla foresta pluviale, ma anche alla coltivazione del riso nell'area centro-settentrionale dell'isola.
Marciando verso sud lungo l'Anamallai, Hamilton raccontò di aver visto:
"Il più grande e vasto (panorama) che io abbia mai visto; alcuni dei precipizi sono di stupenda grandezza e l'affascinante varietà di scenari che comprende ondulate colline erbose, valli boscose, falesie rocciose, strapiombi, le risaie verdi molto più in basso nella valle dell'Anchanad, la grande massa delle Pulunie (oltre) e le catene blu in lontananza, presentano una visione che va ben oltre le mie capacità di descrizione... ".
Il 7 maggio 1862, Hamilton iniziò a scalare Anaimudi, seguendo un:
"Il percorso, ben battuto dagli elefanti, saliva sul pendio opposto seguendo una serie di brevi zigzag così perfetti e regolari che difficilmente avremmo potuto migliorarli. Raggiungemmo l’altopiano di Eravikulam (in seguito noto come altopiano di Hamilton), irrigato da due corsi d’acqua, uno dei quali costeggiava la palude di Eravikulam prima di precipitare per circa 300 metri in una suggestiva cascata. A separare l’altopiano da Anaimudi si trovava un profondo burrone boscoso, successivamente chiamato “Inaccessible Valley”. Lo evitammo, iniziando la salita verso la vetta da est. Al nostro ritorno, seguimmo per diverse miglia un sentiero creato dagli elefanti; la pendenza di questo percorso era davvero eccezionale, poiché questi animali esperti evitavano ogni salita ripida o difficile, eccezion fatta per una collina che veniva abilmente superata con zigzag, a causa della presenza di masse di roccia che ne impedivano una salita diretta.".
Dovettero trascorrere quindici anni prima che venisse redatto un altro rapporto, questo però di maggiore rilevanza storica, frutto delle spedizioni shikar del celebre esploratore John Daniel Munro. Nel 1877, riferendo sull’High Range, Munro scrisse:
"Esclusa la bassa valle di Unjenaad, che non supera i 945 metri (3.100 piedi), l’area all’interno di questi confini può essere approssimativamente stimata in circa 518 chilometri quadrati (200 miglia quadrate) con un’altitudine superiore ai 1.524 metri (5.000 piedi). Gran parte di questo territorio è inutilizzabile, ma una buona porzione è adatta alla coltivazione. Il caffè prospera a quote leggermente inferiori, mentre il tè e la cinchona potrebbero estendersi su molte più miglia disponibili per tali coltivazioni, favorita dall’ottimo clima locale. Non passeranno probabilmente molti anni prima che queste splendide colline vengano interamente sfruttate.".
Munro, che ha sempre avuto una visione a lungo termine, si dimostrò nuovamente lungimirante. Il viaggio in queste colline era già stato menzionato da Henry Turner e dal suo fratellastro 'Thambi' A.W. Turner, i quali ottennero concessioni che Munro, allora Sovrintendente delle Cardamom Hills per il Rajah di Travancore, gestì all’interno della società fondata dai tre uomini nel 1879, con un capitale di 450.000 rupie (Rs), corrispondenti a circa 4 milioni di euro odierni, tenendo conto dell’inflazione e del valore storico della valuta. L’accordo stipulato con il Rajah recitava in parte:
"Nel contratto era previsto il pagamento di una somma annua pari a mezza rupia britannica per ogni acro di terreno coltivabile, cioè escluso il terreno classificato come prateria, applicabile sia ai terreni già concessi sia a quelli che sarebbero stati concessi in futuro per scopi agricoli o altri usi. ". (Corrisponde ad oggi a 1.285 € al kmq) 
Mentre Thambi Turner iniziò nel 1879 a ripulire la foresta intorno al campo di Devikulam, destinato in seguito a diventare il quartier generale del taluk, Henry fece ritorno a Madras per cercare altri interessati a insediarsi in quelle terre. Il primo a rispondere a questo appello fu il barone George Otto Von Rosenberg di Dresda, accompagnato dalla sorella, entrambi legati ai Turner da vincoli di parentela matrimoniale.
Il barone aprì la tenuta di Manalle, che in seguito divenne parte della famiglia Lockhart Estate, e fu sviluppata dal figlio, il barone John Michael, negli anni 1890, includendo la realizzazione del primo campo da tennis sulle colline. La proprietà rimase per anni di proprietà familiare. Successivamente arrivò A.H. Sharp, che aprì la tenuta Parvathi, piantando le prime coltivazioni di tè, seguito da C. Donovan.
Nel 1881 arrivò E.J. Fowler per aprire la tenuta Aneimudi Estate, mentre nel 1882 C.O. Master, G.W. Claridge e C.W.W. Martin — quest’ultimo membro del servizio civile di Madras e collaboratore di Henry Turner — inviarono il nipote di 18 anni, Aylmer Ffoulke Martin (detto Toby), ad aprire la tenuta Sothuparai, situata vicino a Chittavurrai, nel 1883.
Altre tenute di quell’epoca furono Surianalle di H.M. Knight, Panniar, appartenente a J.A. Hunter e K.E. Nicoll, e Turniar (detta anche Talliar), dove l’ultima coltivazione di caffè nell’High Range prosperò su circa 700 acri (circa 2,83 km²). Ognuna di queste tenute beneficiò dell’esperienza del piantatore di Ceylon John Payne, che Henry Turner “importò” nel 1881.
Payne non solo avviò la coltivazione di caffè a Talliar per conto dei Turner, ma insegnò anche ai suoi compagni piantatori le tecniche per tracciare le strade nelle High Range e le attività fondamentali legate alla gestione di una piantagione, note localmente come il lavoro del "thottam" — termine Malayalam che indica la cura e la manutenzione delle colture in giardini o piantagioni. Inoltre, realizzò una mulattiera, conosciuta come Payne's Ghat, che collegava Devikulam a Periakanal, contribuendo ad aprire la regione al processo di "civilizzazione".
Negli anni Ottanta fu soltanto la loro volontà indomita a spingere i piantatori ad insediarsi in queste terre selvagge. Vivevano in capanne di paglia con pareti di fango e acacia, proteggendo le loro abitazioni con trincee per tenere lontani gli elefanti. L’unico supporto medico a disposizione di ciascun piantatore era:
"Il suo kit medico, con cui doveva curare se stesso e i suoi compagni, facendo affidamento esclusivamente sul vecchio manuale del dottor Short sulla medicina in India.". 
Era il 1889 quando i pionieri avvistarono la prima donna europea sulle colline. Fu in quell’anno che il barone Otto fu raggiunto da sua moglie, figlia di Henry Gribble del servizio civile di Madras. Un’altra donna della famiglia Gribble sposò uno dei fratelli Turner. Nel 1890 Toby Martin portò con sé la moglie, con l’intenzione di trascorrere lì diversi decenni.
Un evento che contribuì significativamente a migliorare le condizioni di vita dei primi piantatori fu la decisione di Claridge e Toby Martin di spostarsi dalla stazione superiore a quella inferiore (da Koranganie, situata alla testa del passo Bodi, a Bodinayakanur). Qui incontrarono Suppan Chetty, considerato il capo del villaggio, con il quale negoziarono l’invio di riso e altre provviste in cambio di favori commerciali.
Presto ricevettero aiuto da buoi, asini e pony per i trasporti. Il rapporto instaurato con Suppan Chetty e suo figlio adottivo Alaganan Chetty, che in seguito divenne membro dell’Assemblea Legislativa (MLA), continuò nel tempo attraverso i loro successori, la società AS Alaganan Chetty & Sons.
Un altro evento significativo fu l’arrivo di John Ajoo, un cinese, presso la Tenuta Talliar. Ajoo era uno dei sei cinesi cresciuti nella East India Company come consulenti specializzati nella gestione delle piantagioni e nella produzione di tè nelle regioni dei Nilgiri. Fu reclutato da Henry Turner e inviato nelle High Range per contribuire allo sviluppo delle coltivazioni.
Un piccolo campo di tè di 13 acri (circa 52.609 metri quadrati) situato intorno al bungalow del manager della tenuta di Munnar era una volta chiamato "Chinaman's Field". Il figlio di John Ajoo, Antony, in seguito possedeva una piccola proprietà chiamata Vialkadavu, adiacente a Talliar, nella quale la famiglia Turner mantenne a lungo un interesse..
Nel 1894, nelle terre della Società operavano 26 tenute, tutte piccole aziende agricole; tuttavia, nessuna di esse prosperava, poiché il boom della cincona iniziava a declinare. La Società si trovava ormai in difficoltà finanziarie e promuoveva ampiamente la vendita delle sue terre attraverso annunci su giornali britannici e indiani. 
Uno dei primi a rispondere fu la North and South Sylhet Company, una sussidiaria di Finlay Muir, che arrivò in India nel dicembre 1894 per finalizzare l’acquisto. Per valutare la High Range, decisero di visitarla accompagnati da suo figlio James, PR Buchanan e W. Milne (proveniente da Ceylon). A fare loro da guida era HM Knight, pioniere degli Anamallais e allora importante piantatore proprietario.  
Colonial Plantations and Settlements in Southern India, J. F. Riddick, 1975

## Etimologia
Si ritiene che il nome Munnar significhi "tre fiumi", riferendosi alla sua posizione alla confluenza dei fiumi Mudhirapuzha, Nallathanni e Kundaly.

## Posizione
Le coordinate geografiche di Munnar sono 10 ° 05′21 ″ N 77 ° 03′35 ″ E.
La città di Munnar si trova nel villaggio di Kannan Devan Hills, all'interno del taluk di Devikulam, ed è il più grande panchayat del distretto di Idukki, con un'estensione di circa 557 chilometri quadri (215 mi²).

### Strade

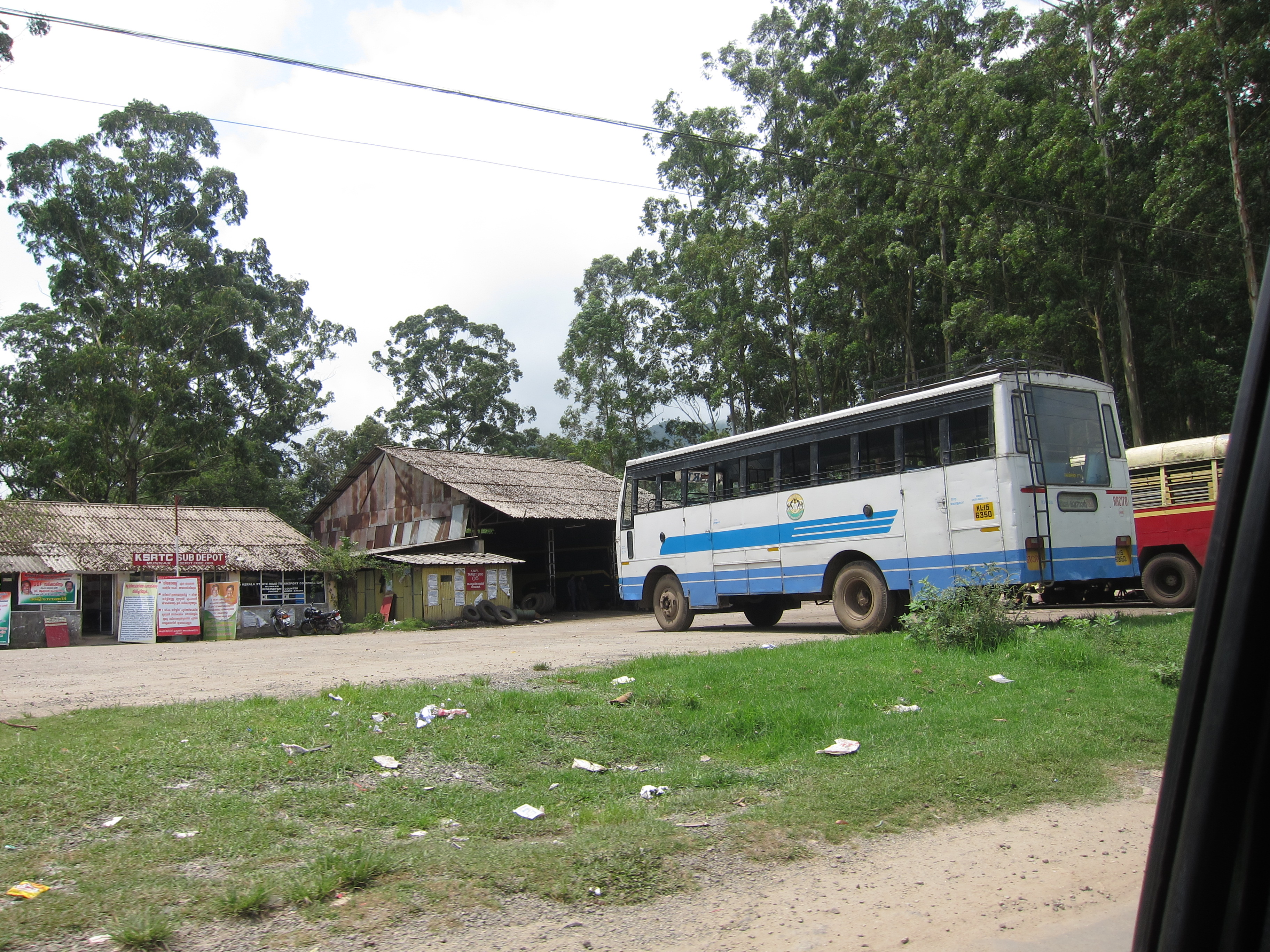
Parcheggio per autobus a Munnar KSRTC

Munnar è ben collegata da autostrade nazionali, autostrade statali e strade rurali. 
La città si trova sull'autostrada nazionale Kochi - Dhanushkodi (NH 49), a circa 130 km da Cochin, 31 da Adimali, 85 da Udumalpettu nel Tamil Nadu e 60 da Neriyamangalam.
Distanza dalle principali città
- da Kochi - Ernakulam - 150   km

### Ferrovie
Le principali stazioni ferroviarie più vicine si trovano a Ernakulam e a  Aluva (circa 140 chilometri (87 mi) su strada). La stazione ferroviaria più vicina è a Udumalaipettai.

## Infrastrutture e trasporti

### Aeroporti
L'aeroporto più vicino è l'aeroporto internazionale di Kochi, che si trova a 110 chilometri (68 mi). Gli aeroporti di Coimbatore e Madurai si trovano a 165 chilometri (103 mi) da Munnar.

## Amministrazione
Il panchayath di Munnar, costituito nel 1961 il 24 gennaio, è diviso in 21 reparti per comodità amministrativa. Il distretto di Coimbatore si trova a nord, Pallivasal a sud, Devikulam e Marayoor a est e Mankulam, Kuttampuzha panchayaths a ovest. 
- Vaguvarai
- Chokkanad
- Iravikulam
- Kannimalai
- Periyavarai
- Munnar colony
- Ikkanagar
- Old Munnar
- Chatta Munnar
- Nallathanni
- Sivanmalai
- Munnar town
- Cholamalai
- Kadalar
- Rajamalai
- Kallar
- Lakkam
- Thalayar
- Lakshmi
- Nadayar
- Moolakkada

## Flora e fauna

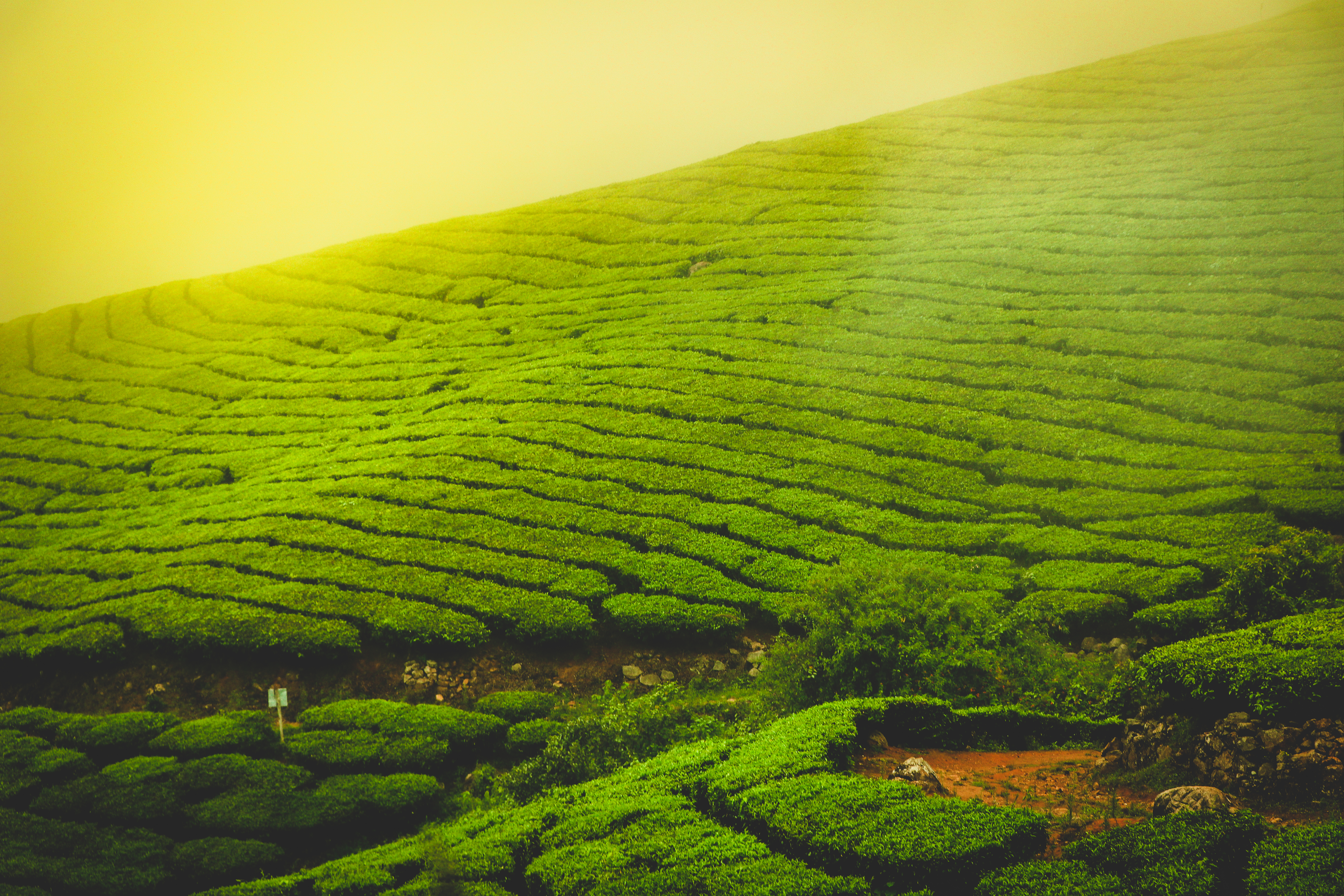
Piantagioni di tè a Munnar

La maggior parte della flora e della fauna autoctone di Munnar è andata perduta a causa della significativa frammentazione dell’habitat causata dalla creazione delle piantagioni. 
Tuttavia, alcune specie continuano a sopravvivere e prosperare in diverse aree protette nelle vicinanze, tra cui:
- il nuovo Santuario di Kurinjimala, situato a est;
- il Santuario della fauna selvatica di Chinnar, la valle di Manjampatti e la foresta di riserva Amaravati, parte del Santuario di Indira Gandhi, a nord-est;
- il Parco nazionale di Eravikulam e l’Anamudi Shola National Park, a nord;
- il Pampadum Shola National Park, a sud;
- il proposto Palani Hills National Park, a est.

## Specie endemiche

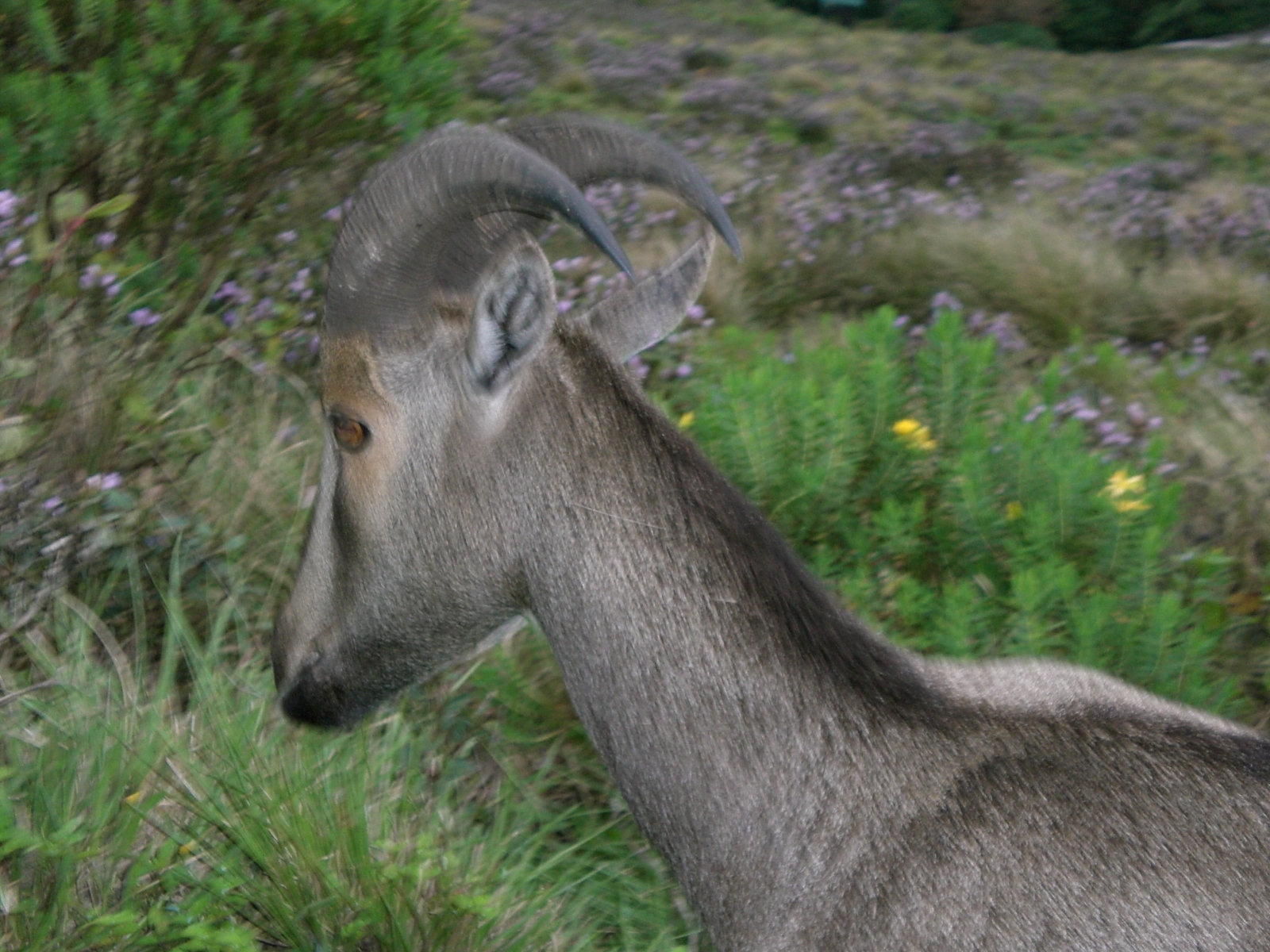
Un Nilgiri tahr a Rajamalai vicino a Munnar

Queste aree protette sono particolarmente importanti per la conservazione di numerose specie endemiche, molte delle quali sono minacciate di estinzione.

## Proprietà terriera
Sono state intraprese azioni per contrastare i problemi legati all'acquisizione illecita di proprietà da parte di gruppi mafiosi locali, fenomeno che, secondo i governi successivi, ha colpito la zona.
Nel 2011, il governo stimò che circa 20.000 ettari (equivalenti a 200 km²) di terreno fossero stati assegnati illegalmente e avviò una campagna di sfratti, iniziativa che era stata già messa in discussione sin dal 2007.

## Turismo
Ci sono quattro direzioni principali a Munnar:
- Direzione Mattupatty;
- Direzione Thekkedy;
- Direzione Adimaly;
- Direzione Coimbatore.

La coltivazione di tè e le condizioni climatiche favorevoli costituiscono la base del turismo a Munnar. I visitatori sono attratti dal vasto e lussureggiante tappeto verde delle piantagioni che si estende a perdita d’occhio.
I turisti aumentano ogni anno, con picchi nei mesi di aprile e maggio, in concomitanza con l'inizio delle vacanze estive in India. Nel 2018, si è registrato un grande afflusso di visitatori durante i mesi di agosto e settembre, periodo in cui il kurinji (Strobilanthes kunthiana), una pianta endemica delle colline del Kerala, fiorisce; questo evento raro si ripete una volta ogni 12 anni ed è seguito con grande interesse sia a livello locale che turistico. La prossima fioritura del kurinji è prevista intorno al 2030, e si prevede che anche allora si verificherà un nuovo picco di turismo. Nel frattempo, Munnar mantiene una crescita turistica costante, con flussi regolari soprattutto durante i mesi più freschi, da ottobre a marzo.

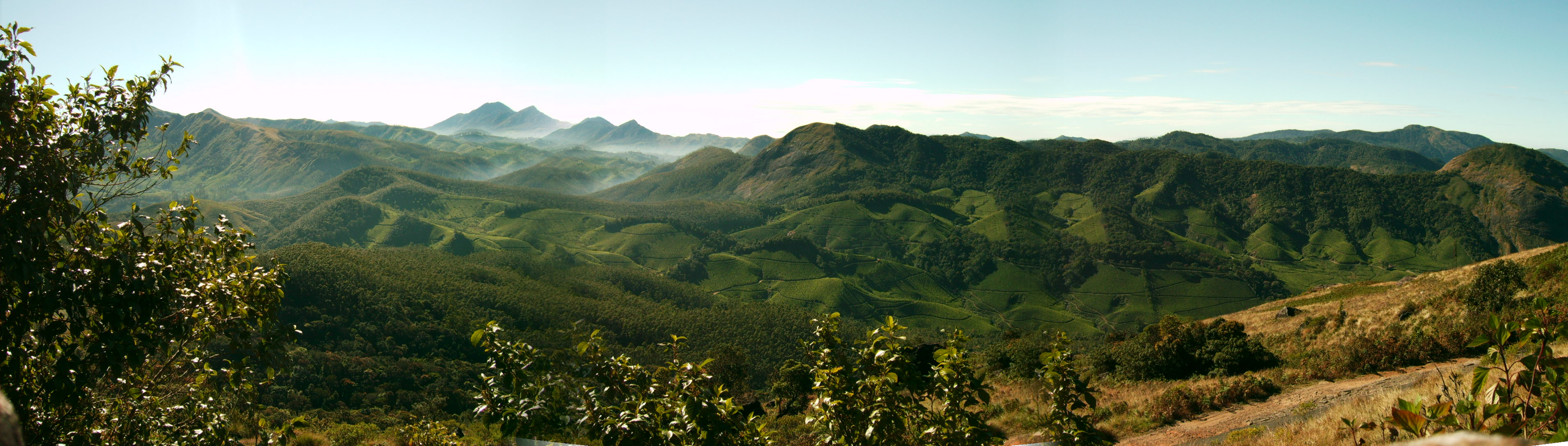
Colline intorno alle piantagioni di tè, Munnar

## Galleria d'immagini

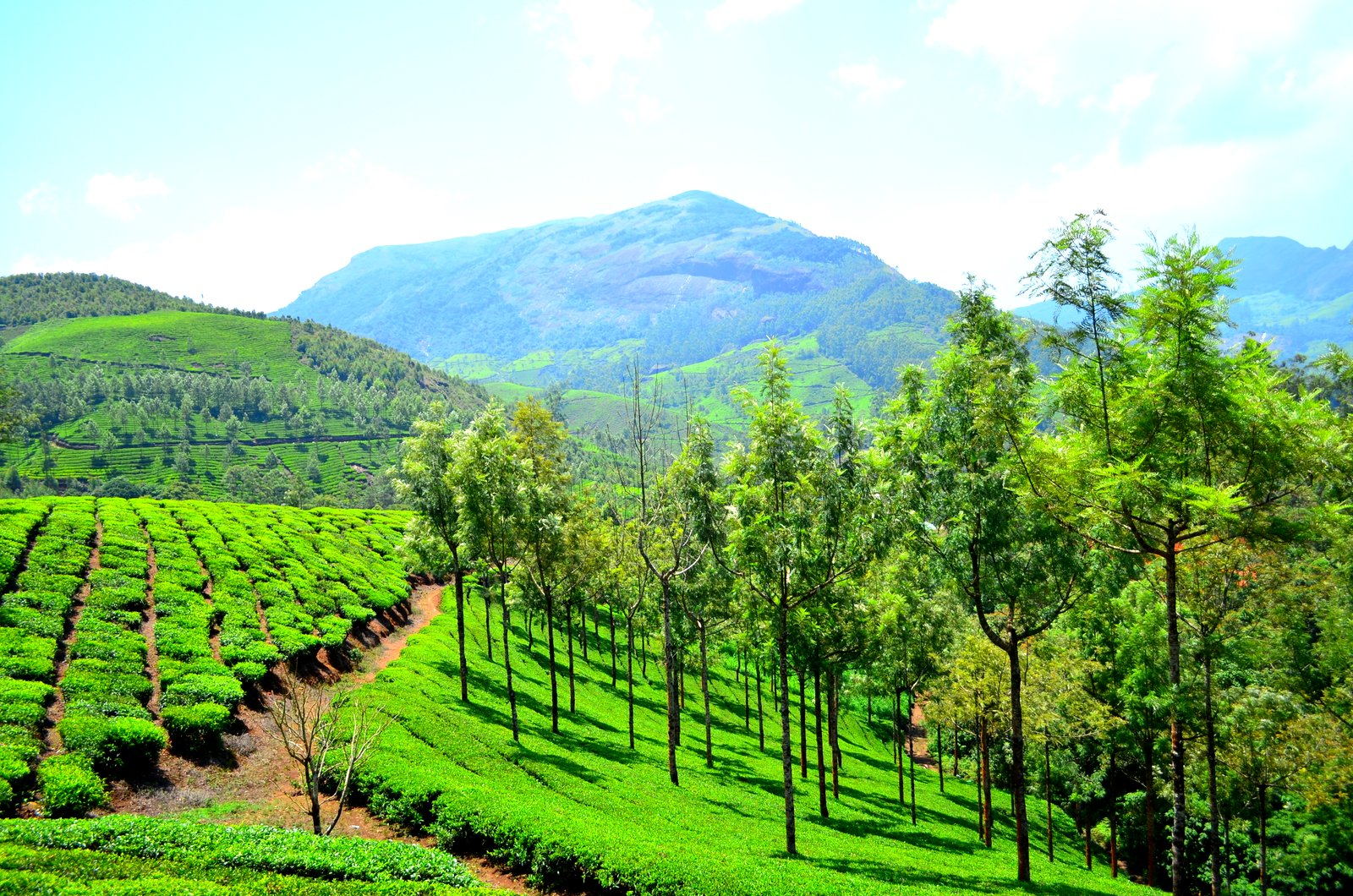
Piantagioni di tè a Munnar
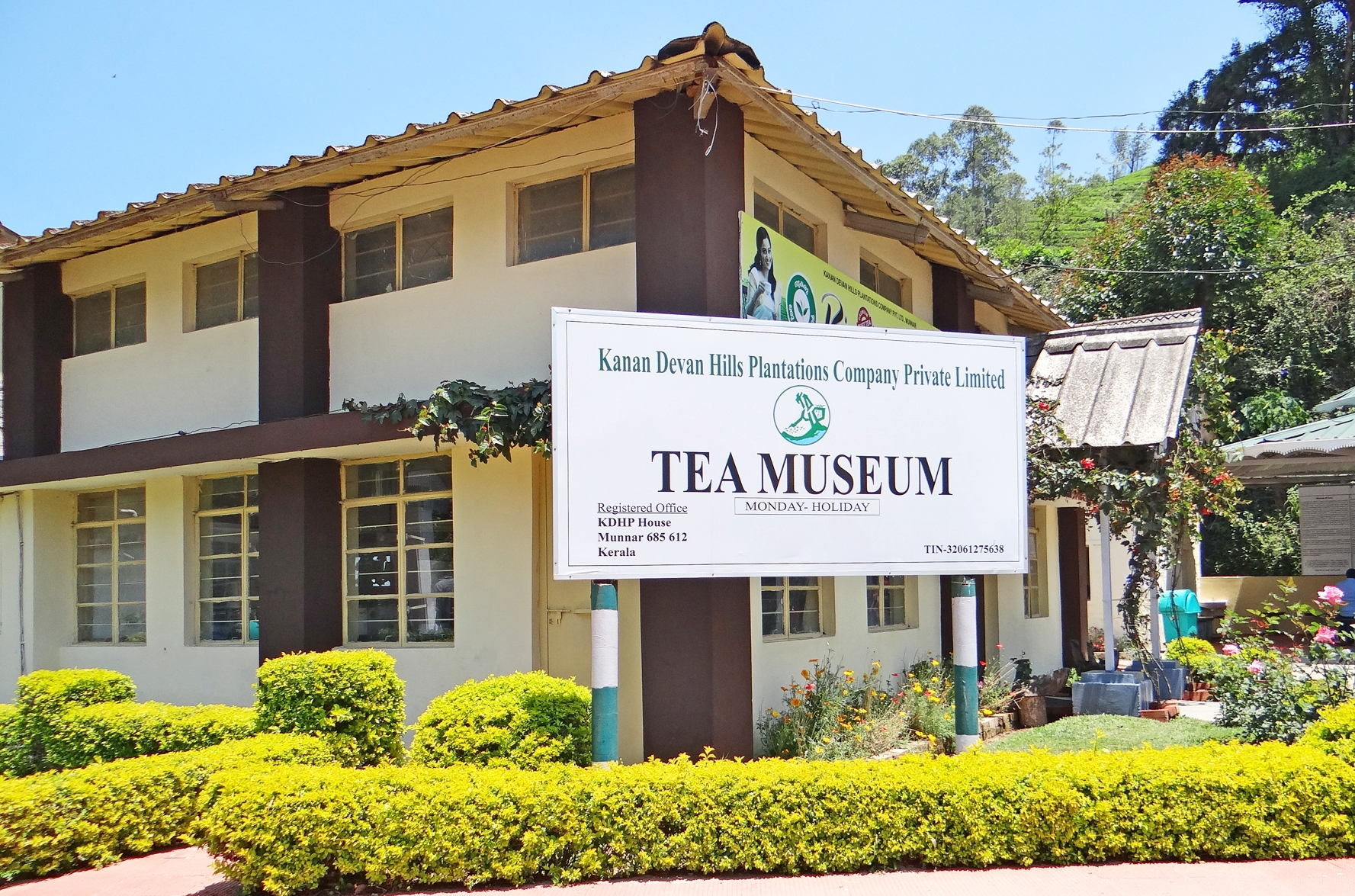
Museo del tè di Munnar
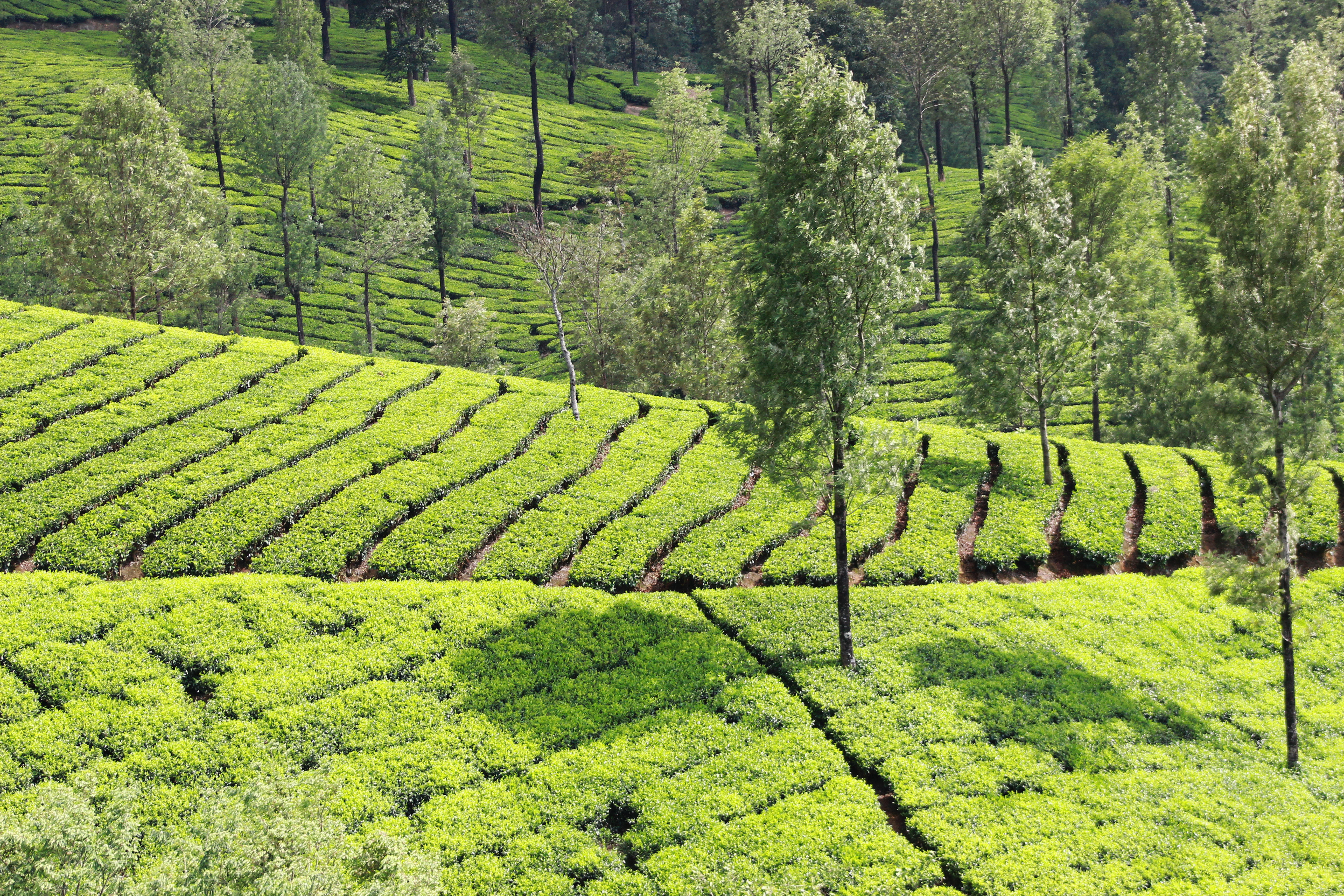
Vista sulla piantagione di tè Munnar
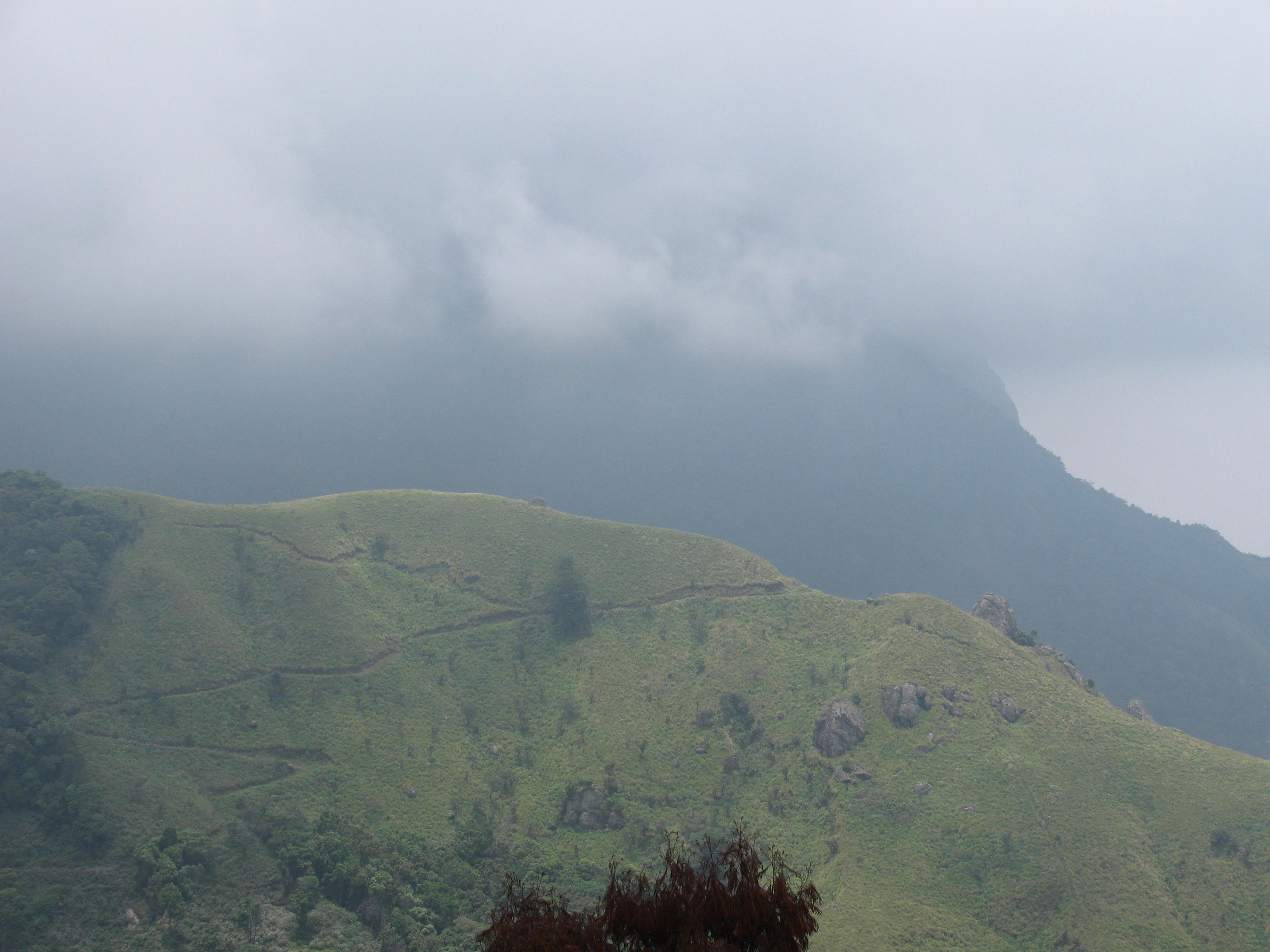
Catene montuose coperte da nuvole a Munnar
Munnar Heritage Tour, Lockhart Tea Factory
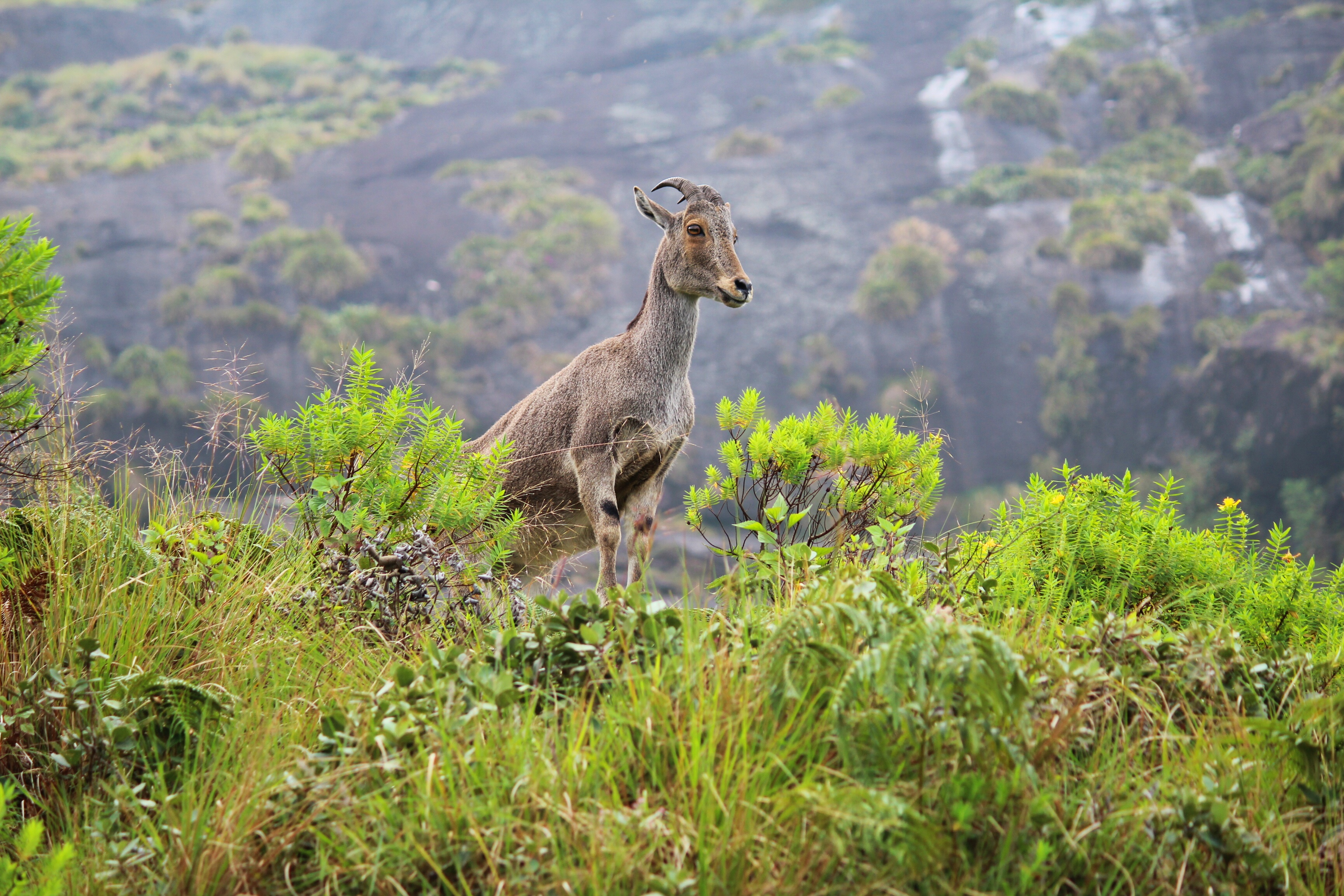
Nilgiri Thar
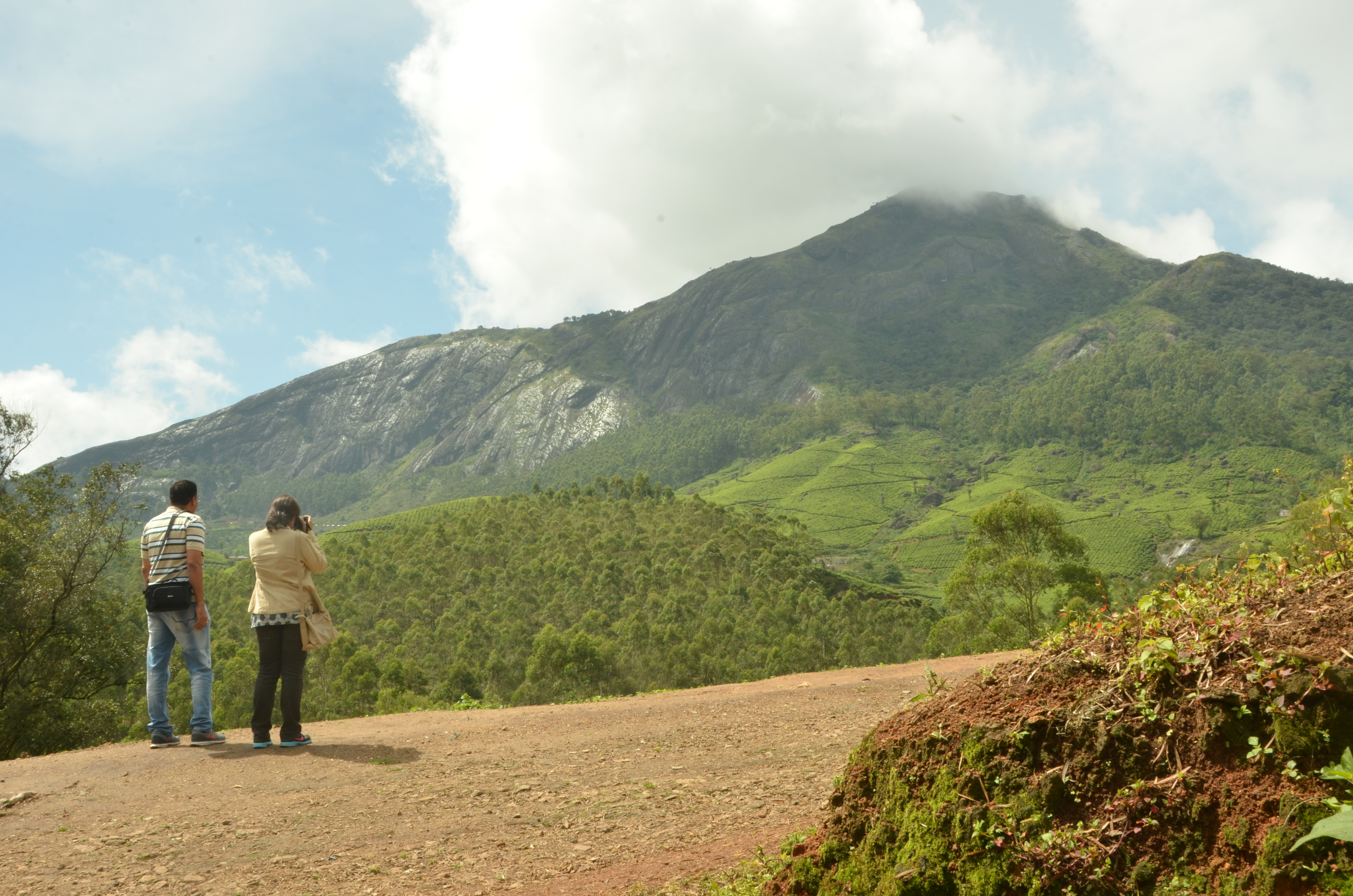
Punto di vista di Chokarmudy
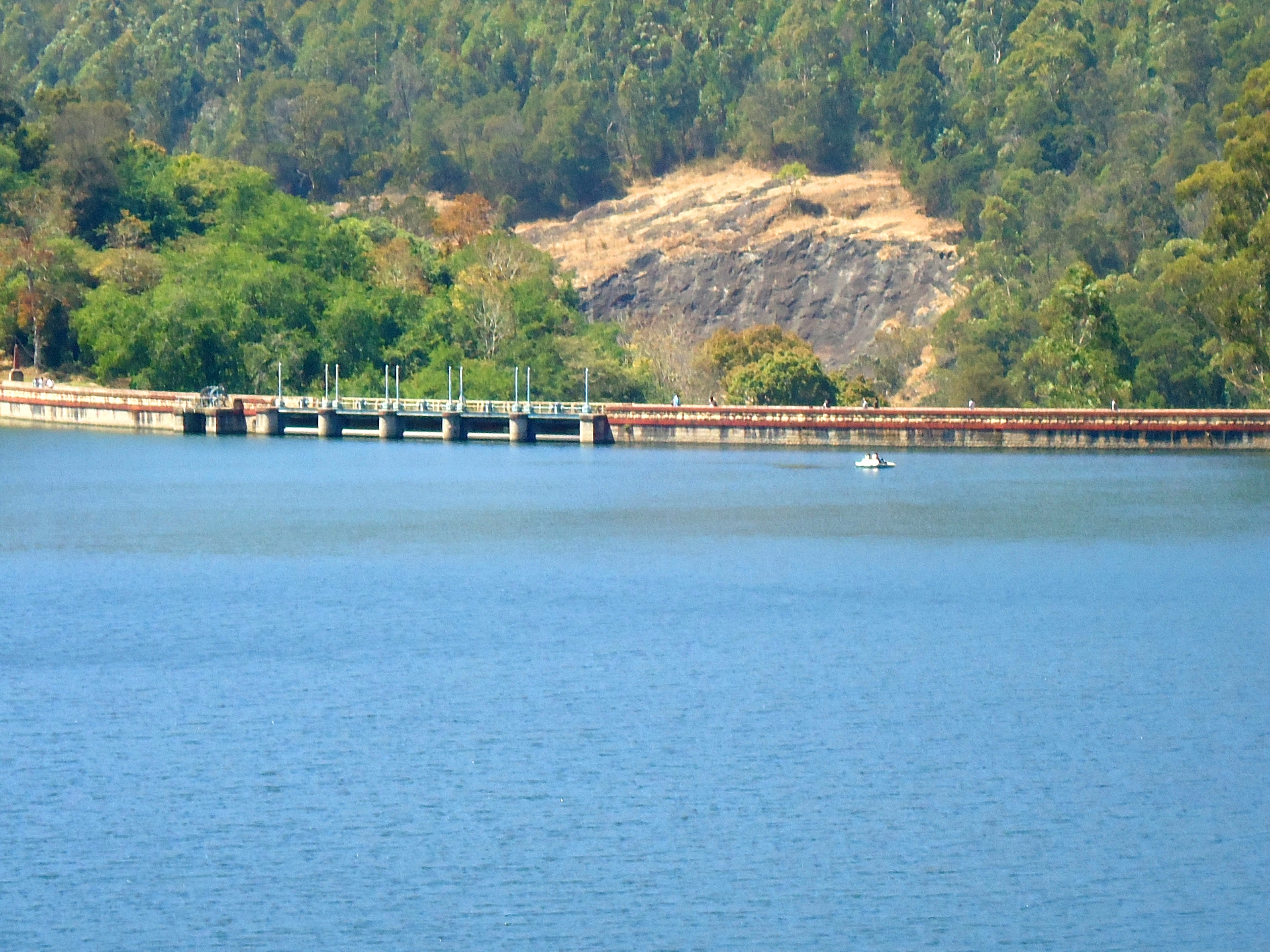
Diga e lago di Kundala
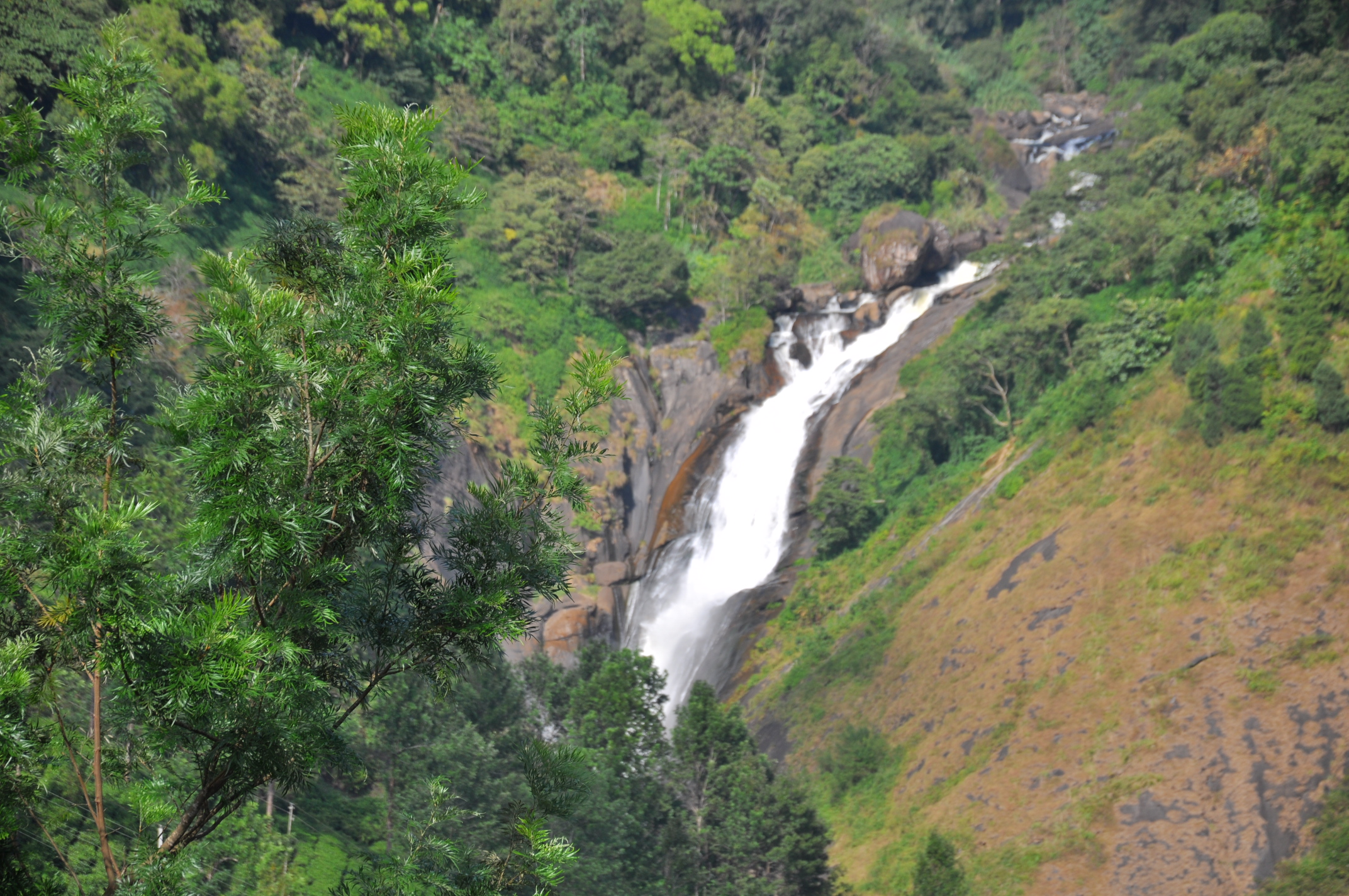
Cascate d'acqua di Attukad
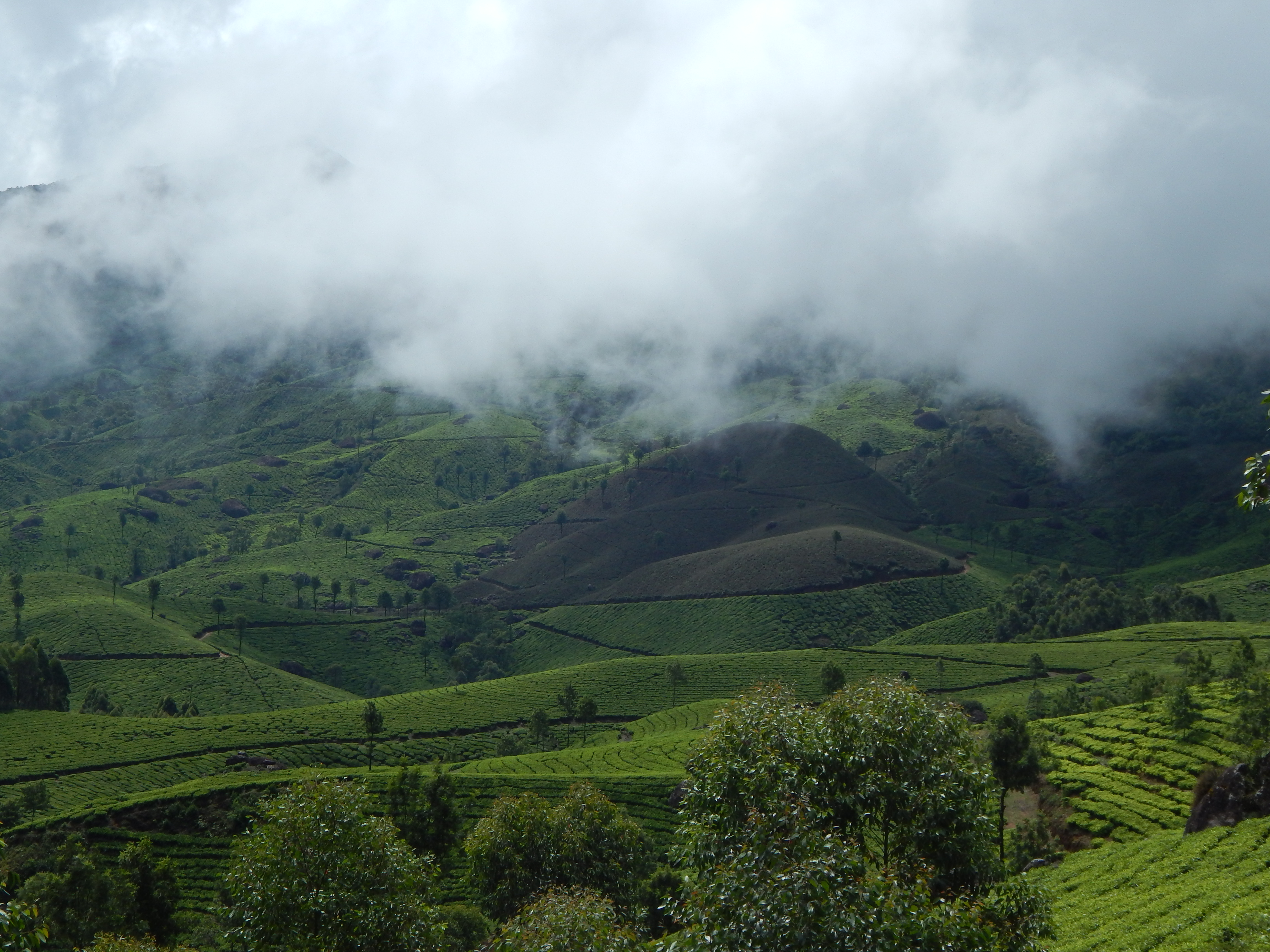
Vista delle piantagioni di tè
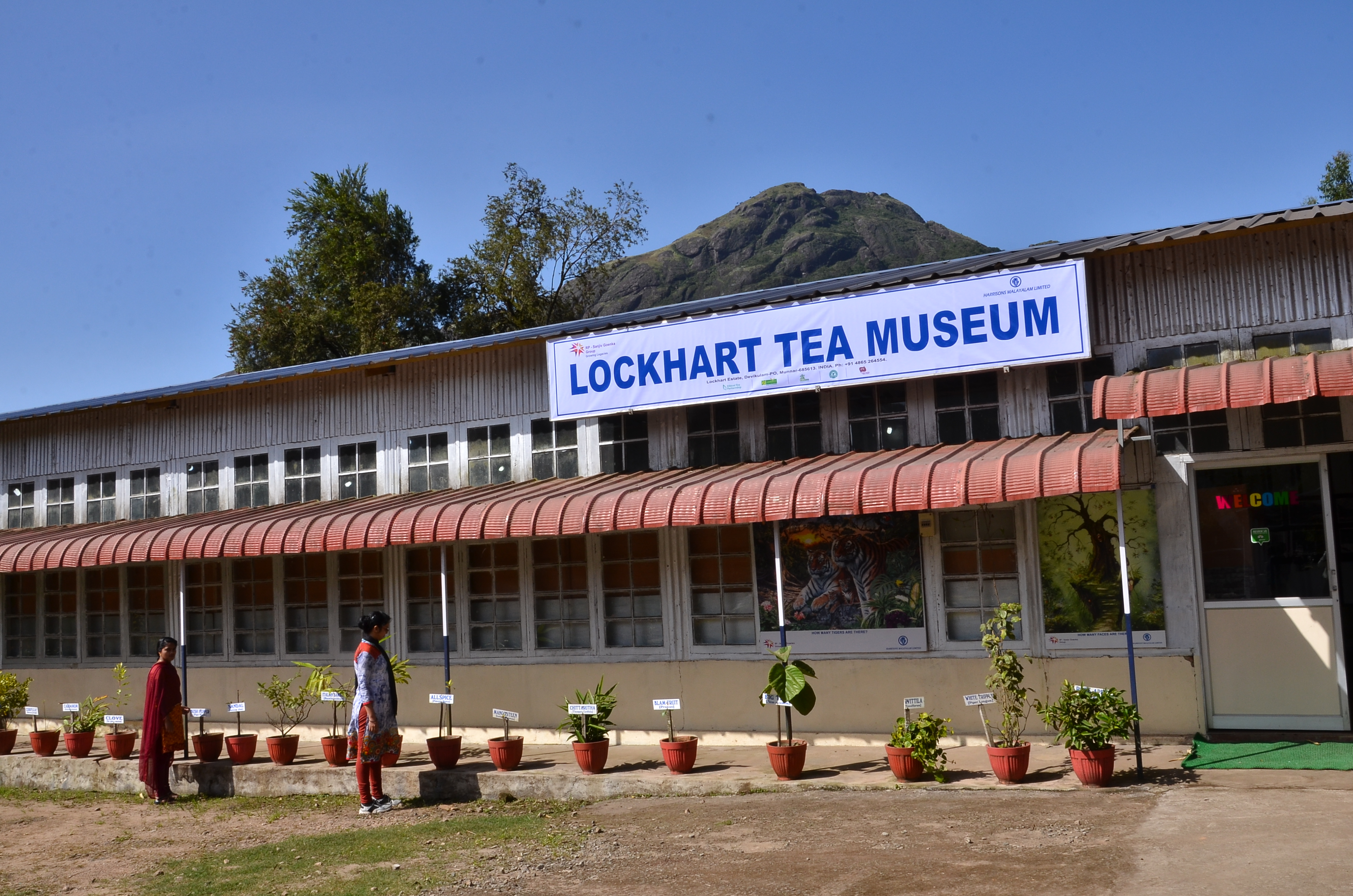
Museo del tè di Lockhart